# Polygonia pallidior
Polygonia pallidior är en fjärilsart som beskrevs av Pet. Polygonia pallidior ingår i släktet Polygonia och familjen praktfjärilar. Inga underarter finns listade i Catalogue of Life.